# Barbulifer enigmaticus
Barbulifer enigmaticus är en fiskart som beskrevs av Joyeux, van Tassell och Macieira 2009. Barbulifer enigmaticus ingår i släktet Barbulifer och familjen smörbultsfiskar. Inga underarter finns listade.